# Mortes em outubro de 2024
Mortes em 2024: ← Janeiro – Fevereiro – Março – Abril – Maio – Junho – Julho – Agosto – Setembro – Outubro – Novembro – Dezembro →
Esta é uma relação de pessoas notáveis que morreram durante o mês de outubro de 2024, listando nome, nacionalidade, ocupação e ano de nascimento.

Cid Moreira, jornalista brasileiro.

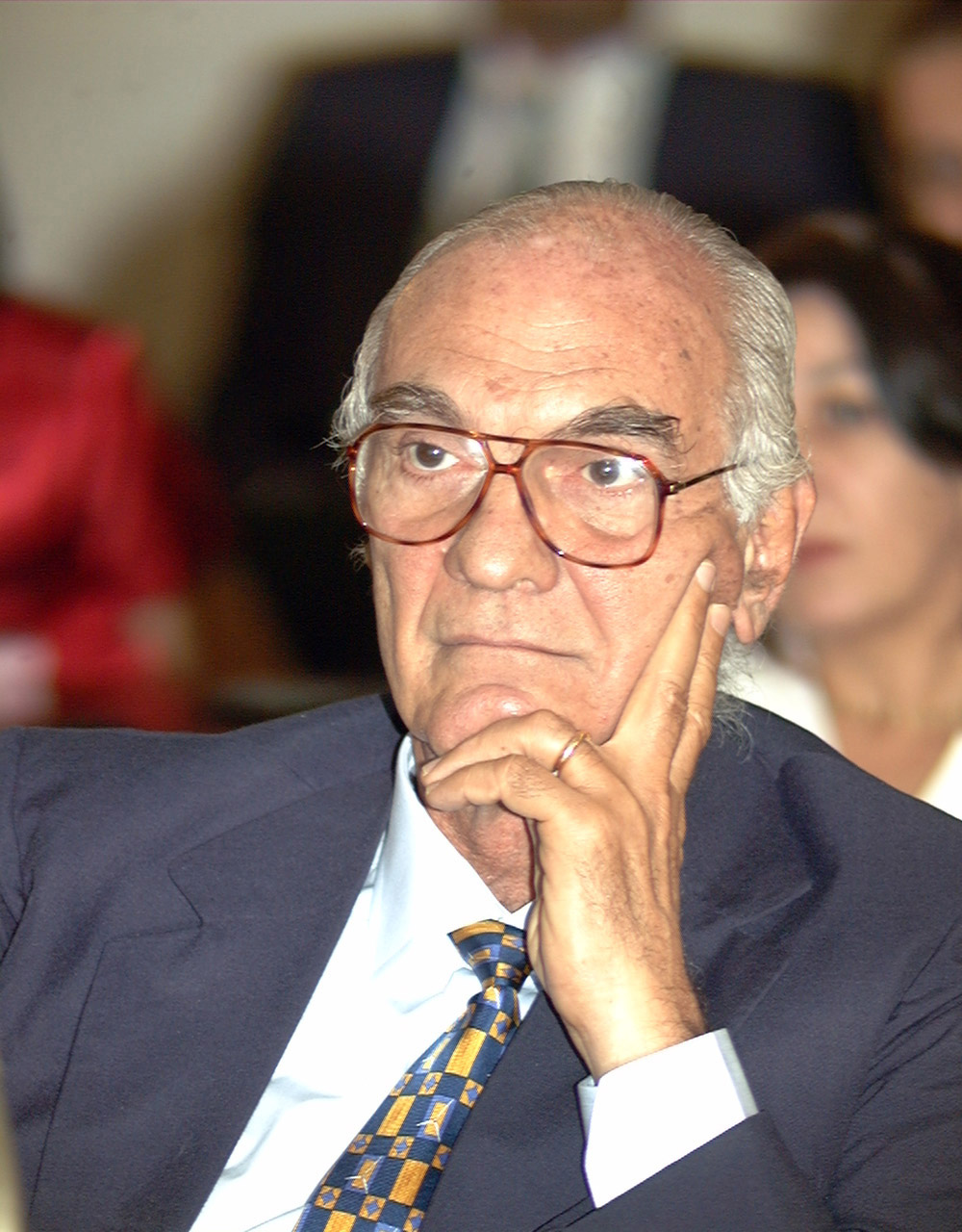
Saturnino Braga, político brasileiro.

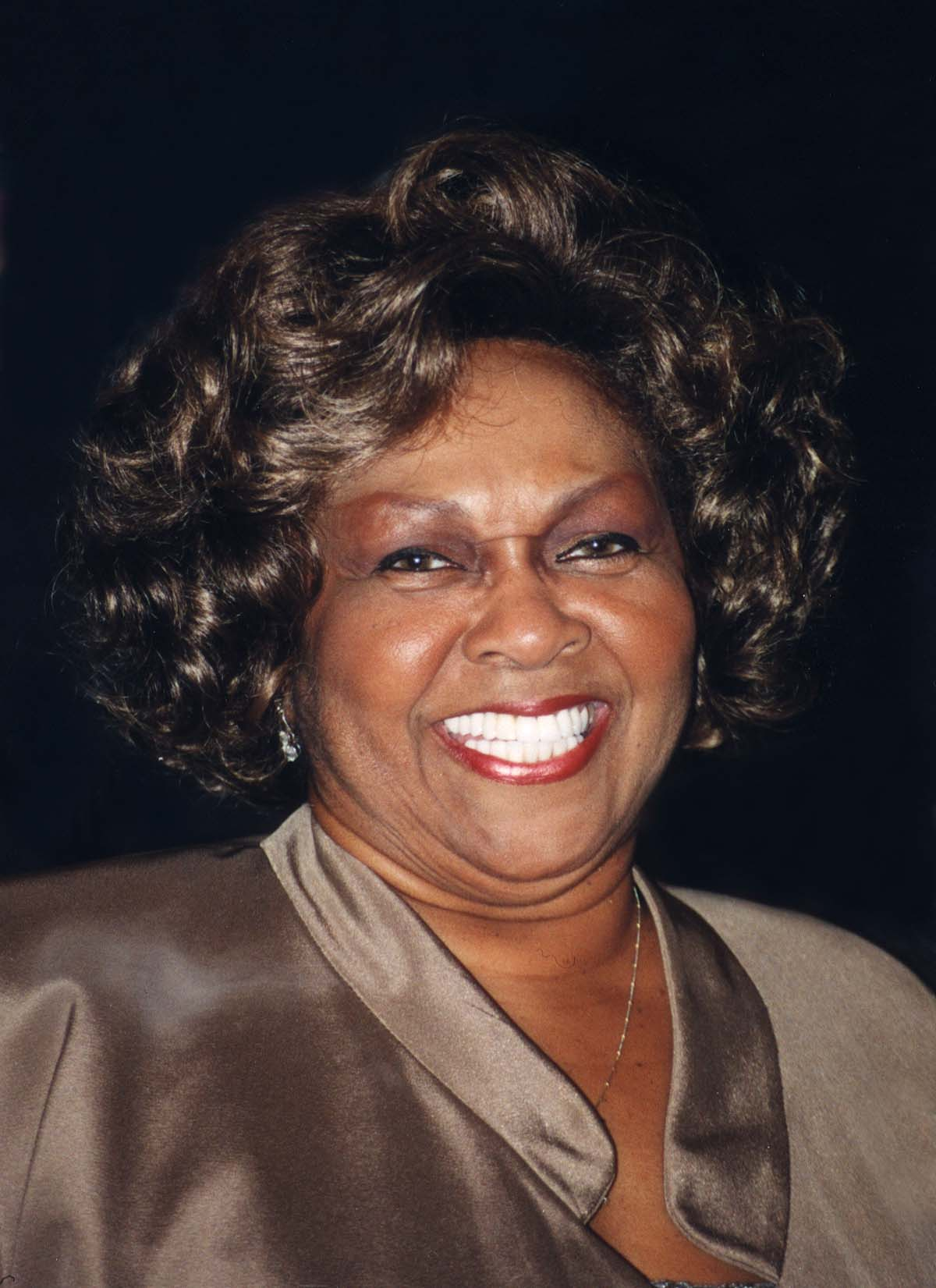
Cissy Houston, cantora estadunidense.

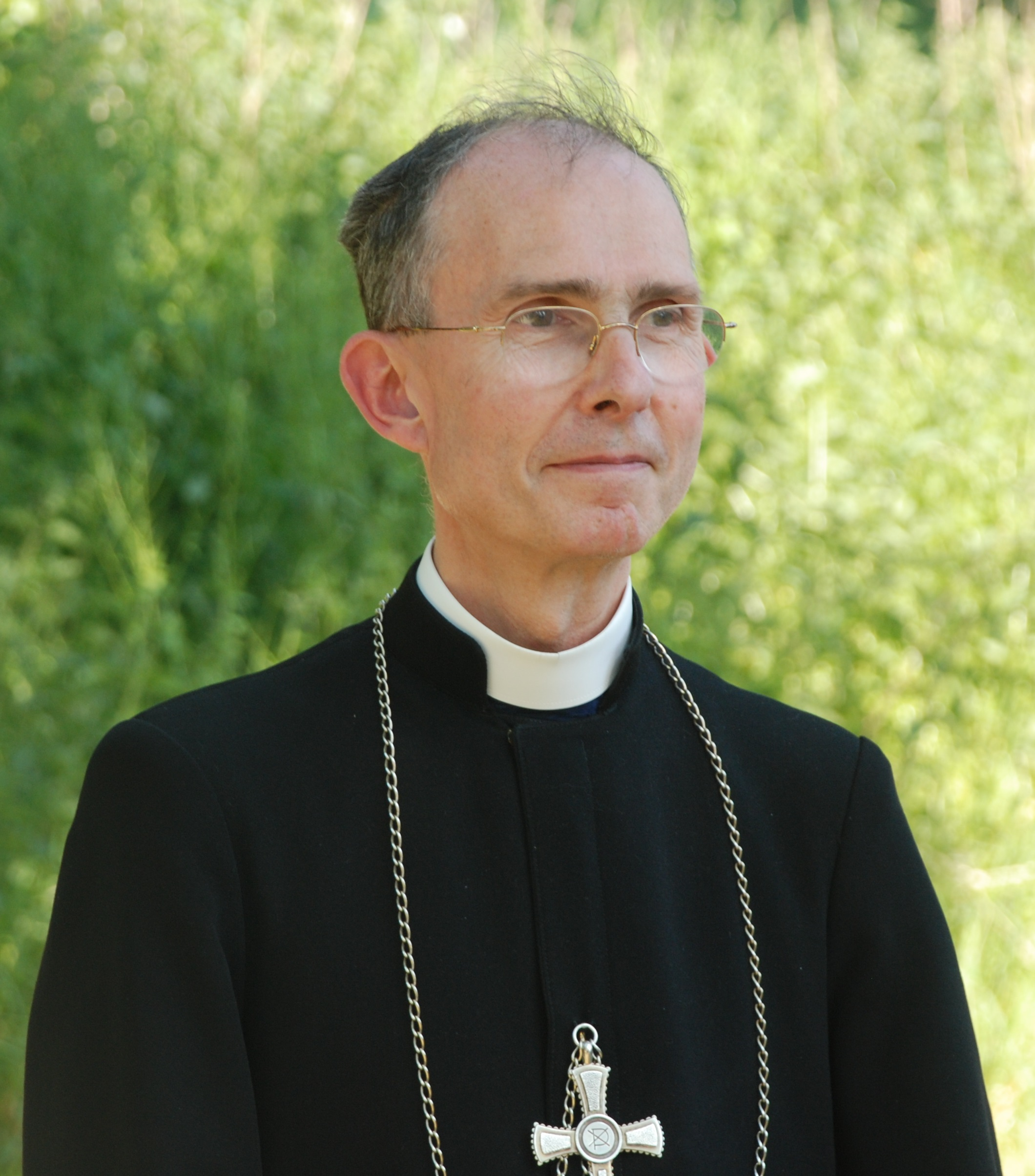
Bernard Tissier de Mallerais, prelado francês.

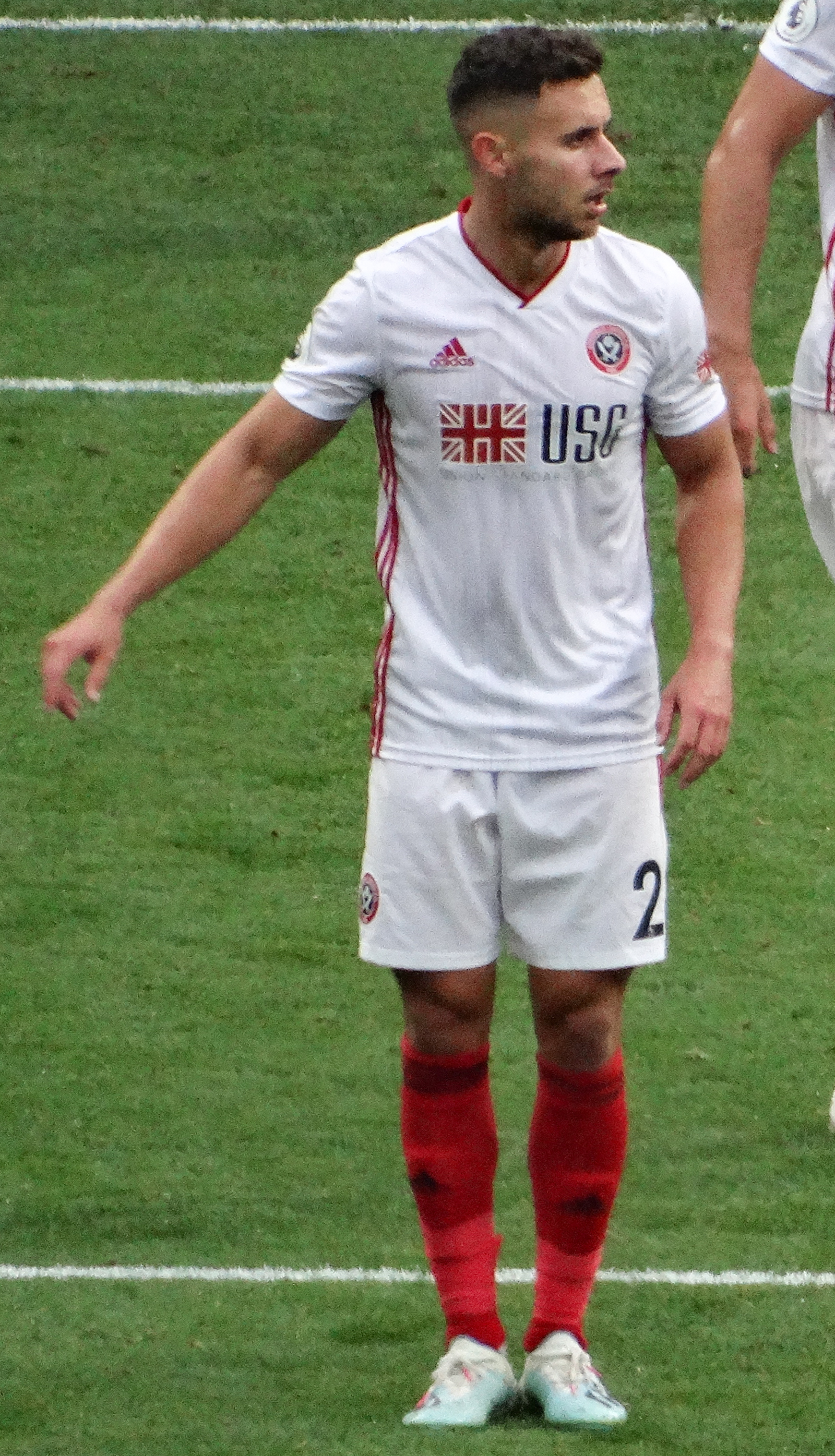
George Baldock, futebolista britânico-grego.

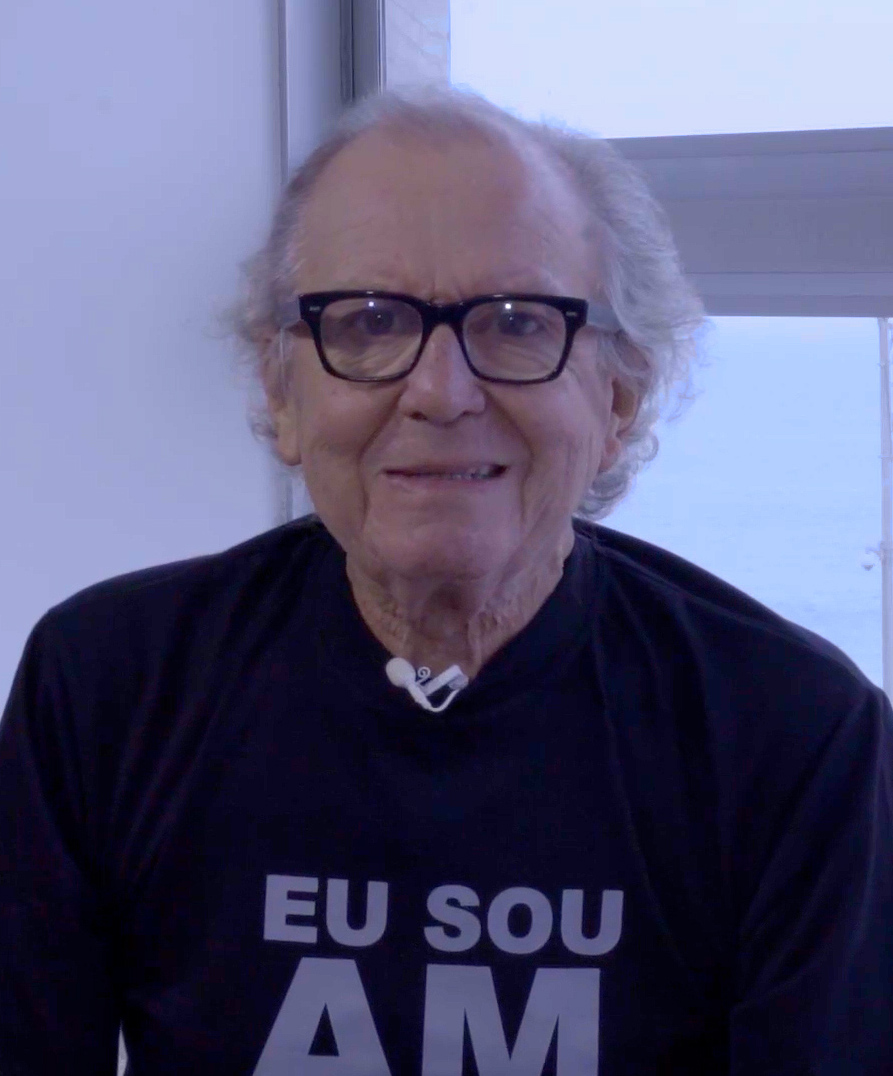
Washington Olivetto, publicitário brasileiro.

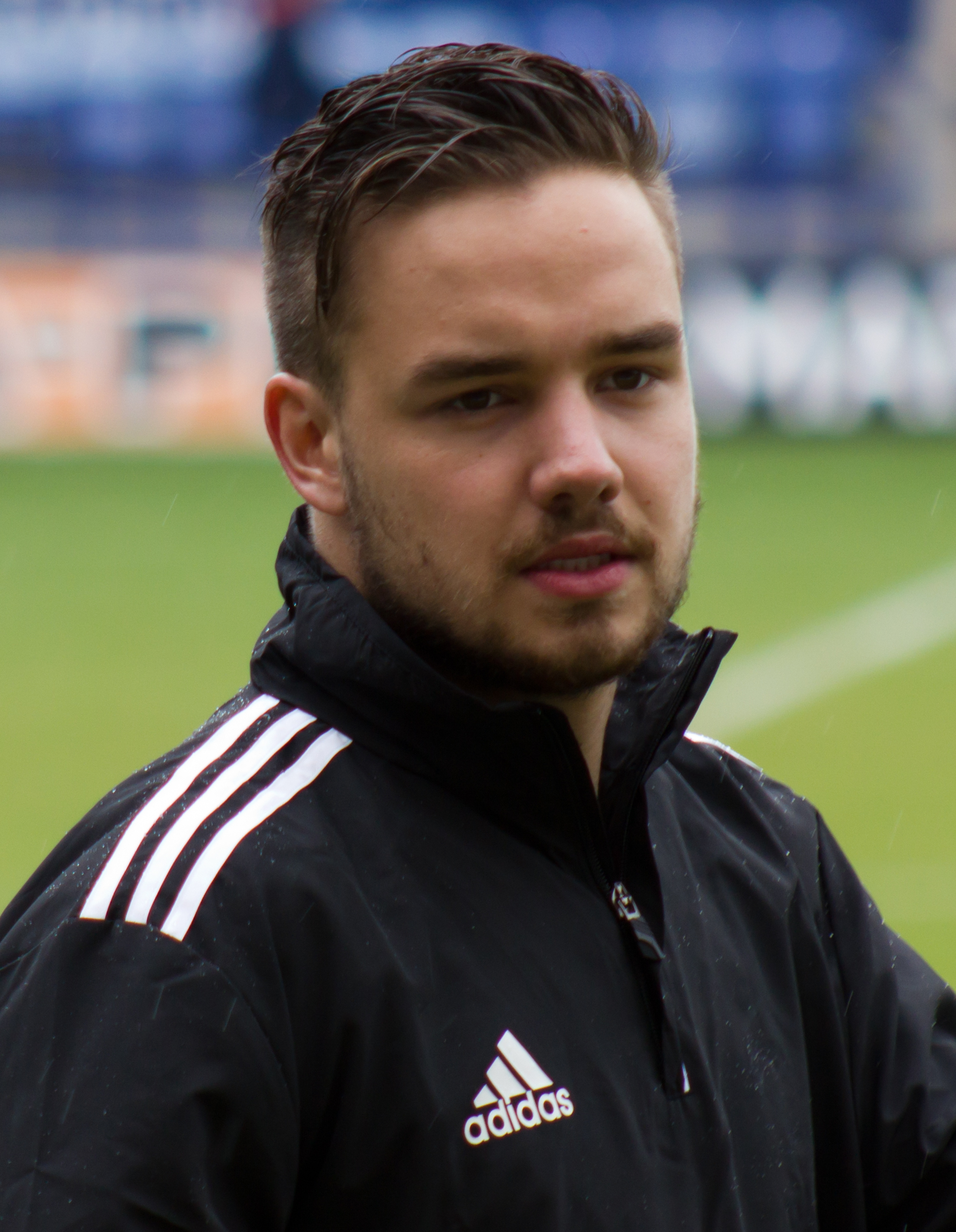
Liam Payne, cantor e compositor britânico.

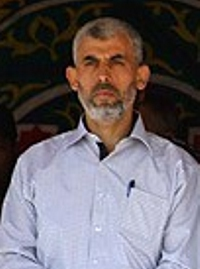
Yahya Sinwar, líder do Hamas

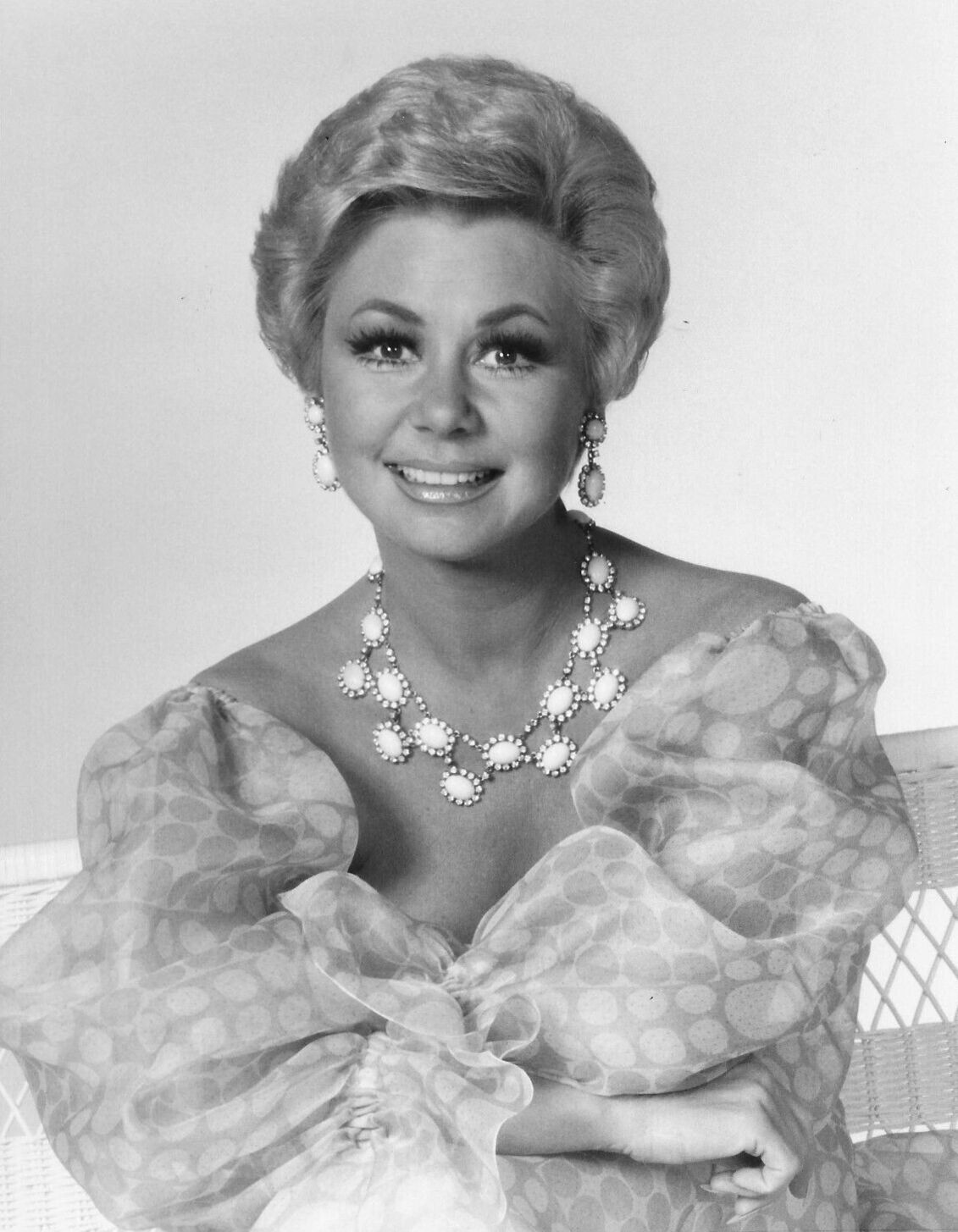
Mitzi Gaynor, atriz, cantora e dançarina estadunidense.

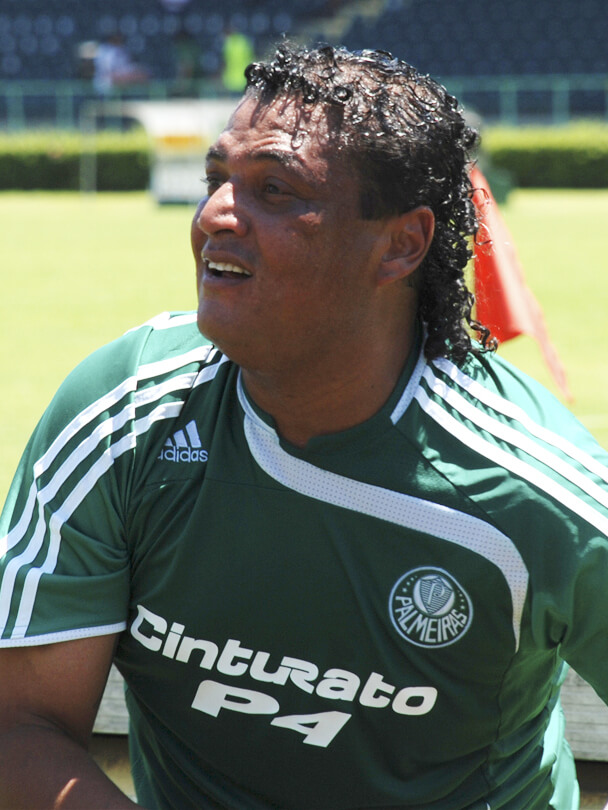
Tonhão, futebolista brasileiro.

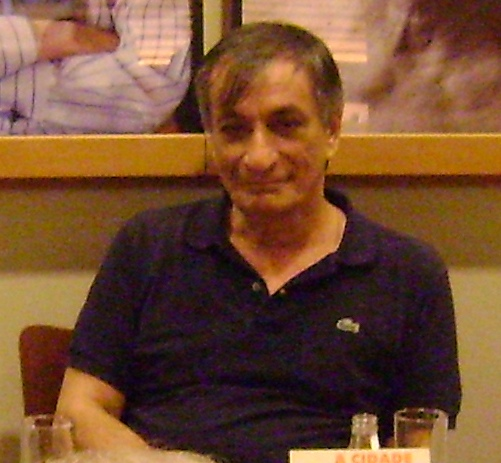
Antônio Cícero, escritor e compositor brasileiro.

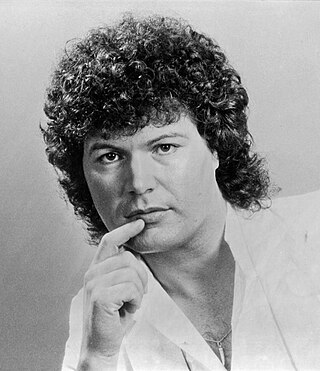
Marco Paulo, cantor português

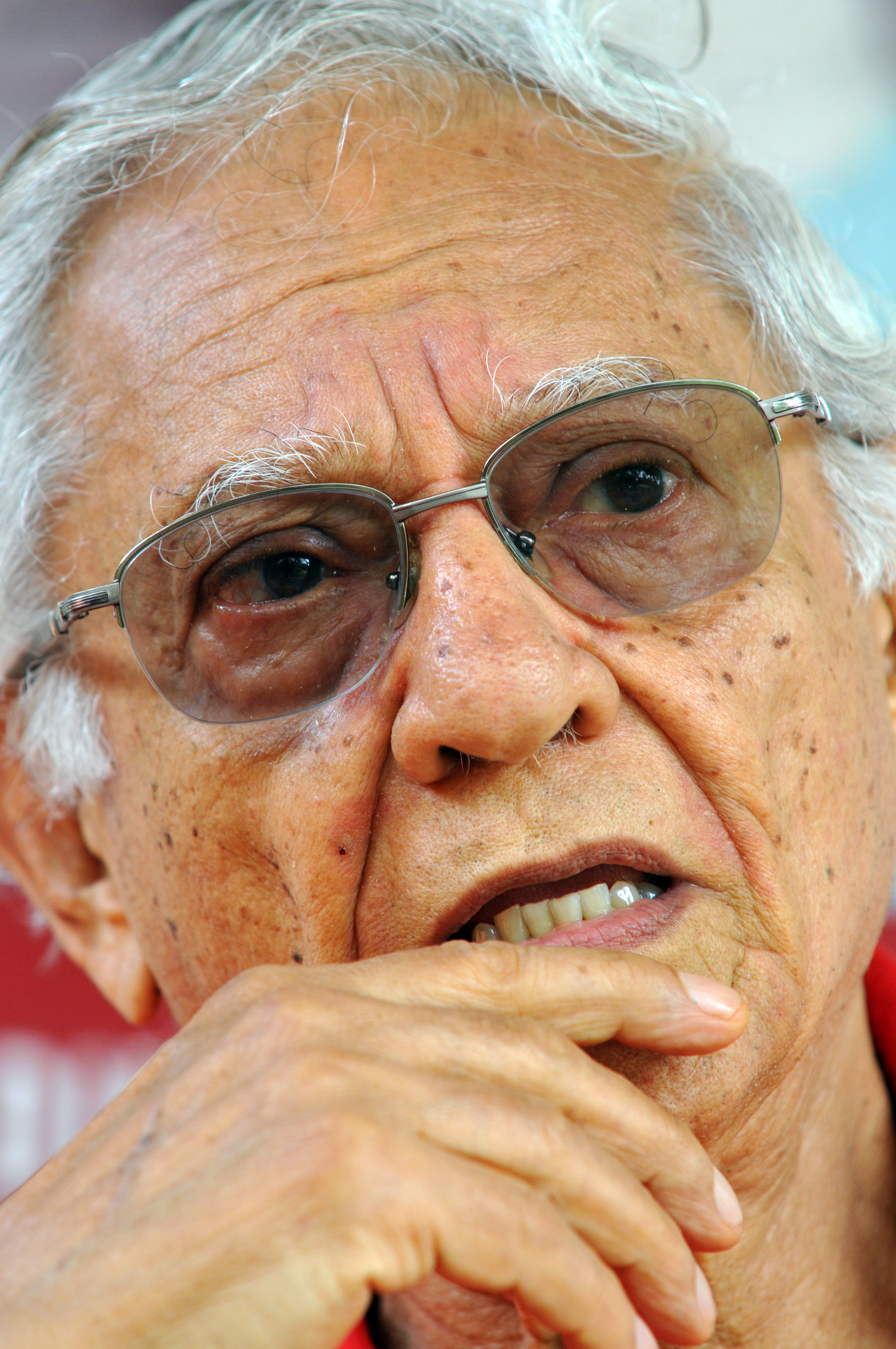
Vladimir Carvalho, cineasta e documentarista brasileiro.

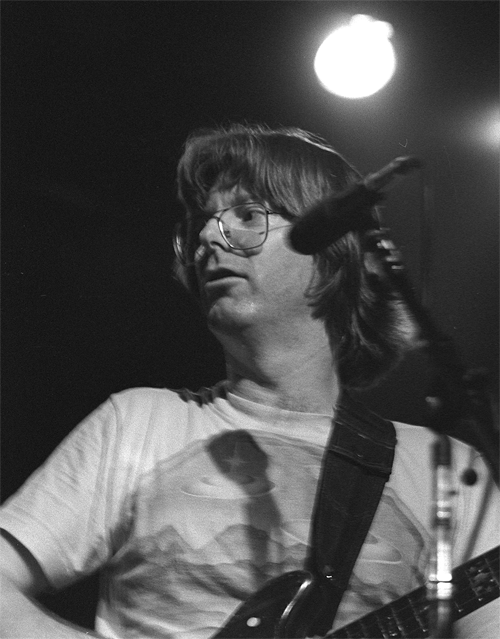
Phil Lesh, músico estadunidense.

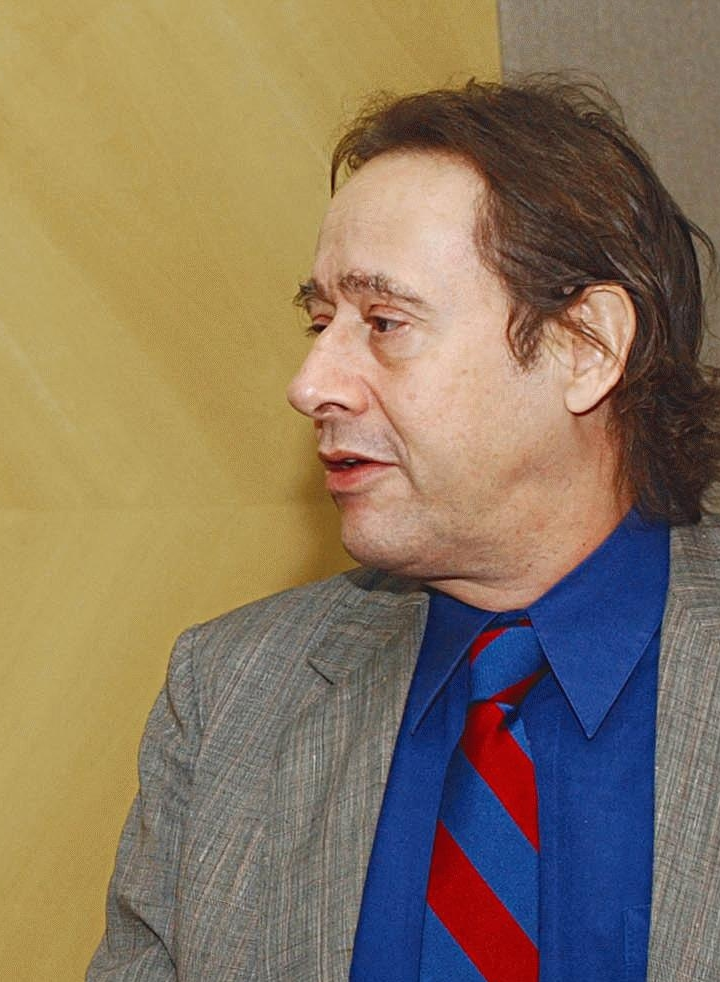
Arthur Moreira Lima, pianista brasileiro.

| Dia | Nome                           | Profissão ou motivo de reconhecimento | Nacionalidade            | Nasc. | Ref     |
| --- | ------------------------------ | ------------------------------------- | ------------------------ | ----- | ------- |
| 1   | Denílson                       | Futebolista                           | Brasil                   | 1943  | [ 1 ]   |
| 1   | Ismael Mateus                  | Jornalista e escritor                 | Angola                   | 1964  | [ 2 ]   |
| 1   | Milton Thiago de Mello         | Veterinário e primatologista          | Brasil                   | 1916  | [ 3 ]   |
| 1   | José Alberto Veiga Trigo       | Árbitro                               | Portugal                 | 1951  | [ 4 ]   |
| 2   | Guido Carlesi                  | Ciclista                              | Itália                   | 1936  | [ 5 ]   |
| 2   | Dennis Woodruff                | Ator                                  | Estados Unidos           | 1952  | [ 6 ]   |
| 3   | Cid Moreira                    | Jornalista                            | Brasil                   | 1927  | [ 7 ]   |
| 3   | Pierre Christin                | Escritor                              | França                   | 1938  | [ 8 ]   |
| 3   | Saturnino Braga                | Político                              | Brasil                   | 1931  | [ 9 ]   |
| 3   | Hashim Safi Al Din             | Clérigo                               | Líbano                   | 1964  | [ 10 ]  |
| 4   | Anatoliy Konkov                | Futebolista e treinador               | Ucrânia/ União Soviética | 1949  | [ 11 ]  |
| 4   | Emiliano Queiroz               | Ator                                  | Brasil                   | 1936  | [ 12 ]  |
| 4   | Marlon Pérez Arango            | Ciclista                              | Colômbia                 | 1976  | [ 13 ]  |
| 5   | Bruce Ames                     | Bioquímico e biólogo                  | Estados Unidos           | 1928  | [ 14 ]  |
| 5   | Celso Sisto                    | Escritor                              | Brasil                   | 1961  | [ 15 ]  |
| 5   | Giorgio Trevisan               | Ilustrador e quadrinista              | Itália                   | 1934  | [ 16 ]  |
| 5   | Sammy Basso                    | Biólogo e portador de Progeria        | Itália                   | 1995  | [ 17 ]  |
| 6   | Johan Neeskens                 | Futebolista                           | Países Baixos            | 1951  | [ 18 ]  |
| 7   | Cissy Houston                  | Cantora                               | Estados Unidos           | 1933  | [ 19 ]  |
| 8   | Bernard Tissier de Mallerais   | Prelado                               | França                   | 1945  | [ 20 ]  |
| 8   | Tim Johnson                    | Político                              | Estados Unidos           | 1946  | [ 21 ]  |
| 9   | Dieter Burdenski               | Futebolista e treinador               | Alemanha                 | 1950  | [ 22 ]  |
| 9   | George Baldock                 | Futebolista                           | Grécia/ Reino Unido      | 1993  | [ 23 ]  |
| 9   | Ratan Tata                     | Empresário                            | Índia                    | 1937  | [ 24 ]  |
| 10  | Peter Cormack                  | Futebolista                           | Reino Unido              | 1946  | [ 25 ]  |
| 11  | Branko Rašović                 | Futebolista e treinador               | Iugoslávia/ Montenegro   | 1942  | [ 26 ]  |
| 11  | Ward Christensen               | Cientista da computação               | Estados Unidos           | 1945  | [ 27 ]  |
| 12  | Alex Salmond                   | Político                              | Reino Unido              | 1954  | [ 28 ]  |
| 12  | Ary Toledo                     | Ator e comediante                     | Brasil                   | 1937  | [ 29 ]  |
| 12  | Paul Lowe                      | Fotojornalista e professor            | Reino Unido              | 1963  | [ 30 ]  |
| 13  | Alexandre Smolensky            | Empresário                            | Rússia/ União Soviética  | 1954  | [ 31 ]  |
| 13  | Washington Olivetto            | Publicitário                          | Brasil                   | 1951  | [ 32 ]  |
| 14  | Philip Zimbardo                | Psicólgo                              | Estados Unidos           | 1933  | [ 33 ]  |
| 15  | Antonio Skármeta               | Escritor                              | Chile                    | 1940  | [ 34 ]  |
| 15  | Patti McGee                    | Skatista                              | Estados Unidos           | 1945  | [ 35 ]  |
| 15  | Ernest Allen Emerson           | Informático                           | Estados Unidos           | 1954  | [ 36 ]  |
| 15  | Bob Seeley                     | Pianista                              | Estados Unidos           | 1928  | [ 37 ]  |
| 15  | Samir Tannús                   | Político                              | Brasil                   | 1930  | [ 38 ]  |
| 16  | António Sena                   | Artista plástico                      | Portugal                 | 1941  | [ 39 ]  |
| 16  | Liam Payne                     | Cantor e compositor                   | Reino Unido              | 1993  | [ 40 ]  |
| 16  | Yahya Sinwar                   | Líder do Hamas                        | Palestina                | 1962  | [ 42 ]  |
| 17  | Chiquinho                      | Mestre-sala                           | Brasil                   | 1963  | [ 43 ]  |
| 17  | Mitzi Gaynor                   | Atriz, cantora e dançarina            | Estados Unidos           | 1931  | [ 44 ]  |
| 17  | Emile Daems                    | Ciclista                              | Bélgica                  | 1938  | [ 45 ]  |
| 17  | Andrzej Schally                | Médico e endocrinologista             | Polónia/ Estados Unidos  | 1926  | [ 46 ]  |
| 17  | Domingos Pinho                 | Pintor                                | Portugal                 | 1937  | [ 47 ]  |
| 18  | Joseph Rykwert                 | Historiador e arquiteto               | Reino Unido/ Polónia     | 1926  | [ 48 ]  |
| 18  | Paulo Sérgio Machado           | Prelado                               | Brasil                   | 1945  | [ 49 ]  |
| 18  | Donald B. Redford              | Egiptólogo e arqueólogo               | Canadá                   | 1934  | [ 50 ]  |
| 18  | Anne Caufriez                  | Etnomusicóloga                        | Bélgica                  | 1945  | [ 51 ]  |
| 18  | Warren Washington              | Professor e físico                    | Estados Unidos           | 1936  | [ 52 ]  |
| 18  | Yehuda Bauer                   | Historiador                           | Israel                   | 1926  | [ 53 ]  |
| 19  | José Raúl Aveiro               | Futebolista                           | Paraguai                 | 1936  | [ 54 ]  |
| 19  | Brunilde Ridgway               | Arqueóloga e historiadora             | Itália/ Estados Unidos   | 1929  | [ 55 ]  |
| 20  | Arturo M. Bastes               | Prelado                               | Filipinas                | 1944  | [ 56 ]  |
| 20  | Fethullah Gülen                | Teólogo                               | Turquia                  | 1941  | [ 57 ]  |
| 20  | Eugenio Dal Corso              | Prelado                               | Itália                   | 1939  | [ 58 ]  |
| 20  | Michael Newman                 | Ator e salva-vidas                    | Estados Unidos           | 1956  | [ 59 ]  |
| 20  | Dong Zhiming                   | Paleontólogo                          | China                    | 1937  | [ 60 ]  |
| 20  | Willi Kalender                 | Físico                                | Alemanha                 | 1949  | [ 61 ]  |
| 21  | Paul Di'Anno                   | Músico                                | Reino Unido              | 1958  | [ 62 ]  |
| 21  | Massimiliano Frezzato          | Roteirista e desenhista               | Itália                   | 1967  | [ 63 ]  |
| 21  | Christine Boisson              | Atriz                                 | França                   | 1956  | [ 64 ]  |
| 21  | Giovanni Battista Morandini    | Prelado                               | Itália                   | 1937  | [ 65 ]  |
| 21  | Barbara Kolb                   | Compositora                           | Estados Unidos           | 1939  | [ 66 ]  |
| 22  | Tonhão                         | Futebolista                           | Brasil                   | 1969  | [ 67 ]  |
| 22  | Dick Pope                      | Diretor de fotografia                 | Reino Unido              | 1947  | [ 68 ]  |
| 22  | Gustavo Gutiérrez Merino       | Sacerdote e teólogo                   | Peru                     | 1928  | [ 69 ]  |
| 22  | Annelie Ehrhardt               | Atleta                                | Alemanha                 | 1950  | [ 70 ]  |
| 23  | Antonio Cicero                 | Escritor e compositor                 | Brasil                   | 1945  | [ 71 ]  |
| 23  | Geoff Capes                    | Atleta                                | Reino Unido              | 1949  | [ 72 ]  |
| 23  | Gustavo Adolfo Espina Salguero | Político                              | Guatemala                | 1946  | [ 73 ]  |
| 23  | Leon Neil Cooper               | Físico                                | Estados Unidos           | 1934  | [ 74 ]  |
| 24  | Marco Paulo                    | Músico                                | Portugal                 | 1945  | [ 75 ]  |
| 24  | Abdelaziz Barrada              | Futebolista                           | França/ Marrocos         | 1989  | [ 76 ]  |
| 24  | Vladimir Carvalho              | Cineasta e documentarista             | Brasil                   | 1935  | [ 77 ]  |
| 24  | Maguila                        | Pugilista                             | Brasil                   | 1958  | [ 78 ]  |
| 24  | Anja Bittencourt               | Atriz                                 | Brasil                   | 1952  | [ 79 ]  |
| 24  | Edson Wander                   | Músico                                | Brasil                   | 1945  | [ 80 ]  |
| 24  | Tomires                        | Futebolista                           | Brasil                   | 1945  | [ 81 ]  |
| 24  | Jadwiga Barańska               | Atriz                                 | Polónia                  | 1935  | [ 82 ]  |
| 24  | Jeri Taylor                    | Roteirista e produtora                | Estados Unidos           | 1938  | [ 83 ]  |
| 24  | João Rebello                   | Ator                                  | Brasil                   | 1979  | [ 84 ]  |
| 25  | Zé Carlos                      | Futebolista                           | Brasil                   | 1968  | [ 85 ]  |
| 25  | Phil Lesh                      | Músico                                | Estados Unidos           | 1940  | [ 86 ]  |
| 25  | Germínia Dolce Venturolli      | Política                              | Brasil                   | 1931  | [ 87 ]  |
| 27  | Jean-Pierre Paranteau          | Ciclista                              | França                   | 1944  | [ 88 ]  |
| 28  | Paul Morrissey                 | Cineasta                              | Estados Unidos           | 1938  | [ 89 ]  |
| 28  | Dona Eulália                   | Cozinheira                            | Brasil                   | 1934  | [ 90 ]  |
| 28  | Renato Raffaele Martino        | Prelado                               | Itália                   | 1932  | [ 91 ]  |
| 28  | Tonči Gabrić                   | Futebolista                           | Iugoslávia/ Croácia      | 1961  | [ 92 ]  |
| 28  | Franz Kamphaus                 | Prelado                               | Alemanha                 | 1932  | [ 93 ]  |
| 28  | Manuel "Guajiro" Mirabal       | Trompetista                           | Cuba                     | 1933  | [ 94 ]  |
| 28  | Kazuo Umezu                    | Escritor                              | Japão                    | 1936  | [ 95 ]  |
| 28  | Jamshid Sharmahd               | Engenheiro de software                | Alemanha/ Irão           | 1955  | [ 96 ]  |
| 29  | David Musuguri                 | Militar                               | Tanzânia                 | 1920  | [ 97 ]  |
| 29  | Teri Garr                      | Atriz                                 | Estados Unidos           | 1944  | [ 98 ]  |
| 30  | Jo Hye-jeong                   | Voleibolista                          | Coreia do Sul            | 1953  | [ 99 ]  |
| 30  | Arthur Moreira Lima            | Pianista                              | Brasil                   | 1940  | [ 100 ] |
| 30  | Claudio Troian                 | Produtor cultural e artivista         | Brasil                   | 1952  | [ 101 ] |
| 30  | André Freire                   | Cientista político                    | Portugal                 | 1961  | [ 102 ] |
| 31  | Basílio Tomás I                | Prelado                               | Índia                    | 1929  | [ 103 ] |